# Sandoricum borneense
Sandoricum borneense är en tvåhjärtbladig växtart som beskrevs av Friedrich Anton Wilhelm Miquel. Sandoricum borneense ingår i släktet Sandoricum och familjen Meliaceae. Inga underarter finns listade i Catalogue of Life.